# Sábado sangrento (fotografia)

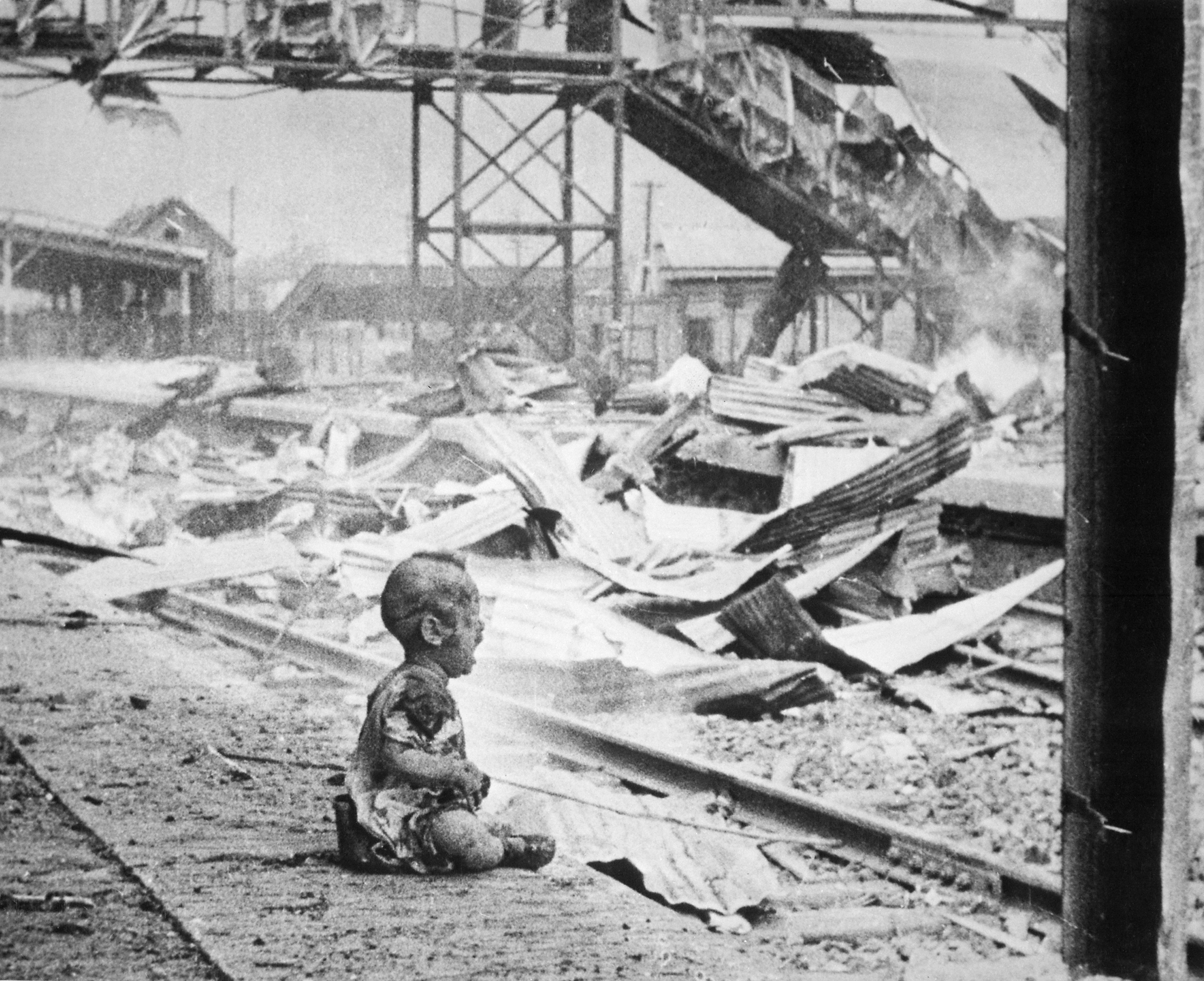
A famosa fotografia de H. S. Wong.

Sábado sangrento (em chinês, 血腥的星期六 ; em inglês,  Bloody Saturday) é o título de uma fotografia em preto e branco  que foi amplamente difundida entre setembro e outubro de 1937, sendo que,  em menos de um mês, foi vista por mais de 136 milhões de pessoas. A fotografia mostra um bebê sobrevivente de um ataque japonês a uma estação ferroviária de Xangai durante a Batalha de Xangai. Foi feita por H. S. Wong, também conhecido como Wong Hai-Sheng ou Wang Xiaoting.
A foto retrata  um bebê chinês chorando em meio às ruínas da Estação Ferroviária do Sul de Xangai e tornou-se um símbolo das atrocidades cometidas pelos japoneses na guerra contra a China. A foto foi feita alguns minutos após um ataque aéreo japonês contra civis, durante a Batalha de Xangai, e o fotógrafo não descobriu a identidade nem mesmo o sexo da criança ferida, cuja mãe jazia morta ali perto. O bebê se chamava Ping Mei. Uma das mais memoráveis fotografias de guerra já publicadas e, talvez, a cena mais famosa dos noticiários da década de 1930, sua visão acirrou  a  raiva dos ocidentais contra a violência japonesa na China. O jornalista Harold Isaacs considerou a icônica imagem como "uma das peças de propaganda de maior sucesso de todos os tempos".  A fotografia foi denunciada por nacionalistas japoneses, segundo os quais a imagem teria sido encenada. Posteriormente, foi incluída entre as 100 Fotografias que Mudaram o Mundo.